# Дантон, Жорж Жак
Жорж Жак Данто́н (фр. Georges Jacques Danton; 26 октября 1759 года, Арси-сюр-Об, ныне в департаменте Об, — 5 апреля 1794 года, Париж) — французский революционер, видный политический деятель и оратор, один из отцов-основателей Первой французской республики, сопредседатель клуба кордельеров, министр юстиции времён Французской революции, первый председатель Комитета общественного спасения. Казнён во время революционного террора.

## Молодость. Адвокат
Сын прокурора бальяжа Арси-сюр-Об Жака Дантона (1722—1762). Детство провёл в сельской обстановке, в семинарии и в светском пансионе. В Труа проникся поклонением древнему миру. Готовясь к адвокатской профессии в Париже, Дантон ознакомился с литературой XVII и XVIII веков и принимал горячее участие в масонстве. В 1787 году он купил место адвоката при совете короля, считая тогда ещё возможным переворот сверху; но в 1791 году, при ликвидации старых судебных должностей, Дантон не принял в обмен никакой новой, чтобы вполне отдаться революционной деятельности.

## Начальный этап революции
Уже с 1789 года Дантон деятельно проводил крайние революционные и республиканские идеи в разных собраниях и клубах, играл видную роль в событиях 14 июля и 5—6 октября и в основании клуба кордельеров. Всюду и всегда Дантон был против двора, министерства, Национального собрания; 17 июля 1791 года он призывал народ на Марсовом поле подписывать петицию о низложении короля. После подавления этого движения Дантон недель на шесть скрылся в Англию и вернулся только к выборам в Законодательное собрание. В депутаты он не попал, но стал в Париже подготавливать низложение короля, то в качестве администратора департамента, то в звании товарища прокурора Парижской коммуны, то в клубах, то среди отрядов народного войска — федератов Марселя и Бретани или Enfants-Rouges из Сент-Антуанского предместья. А также он участвовал в сборе добровольцев.

## Конвент

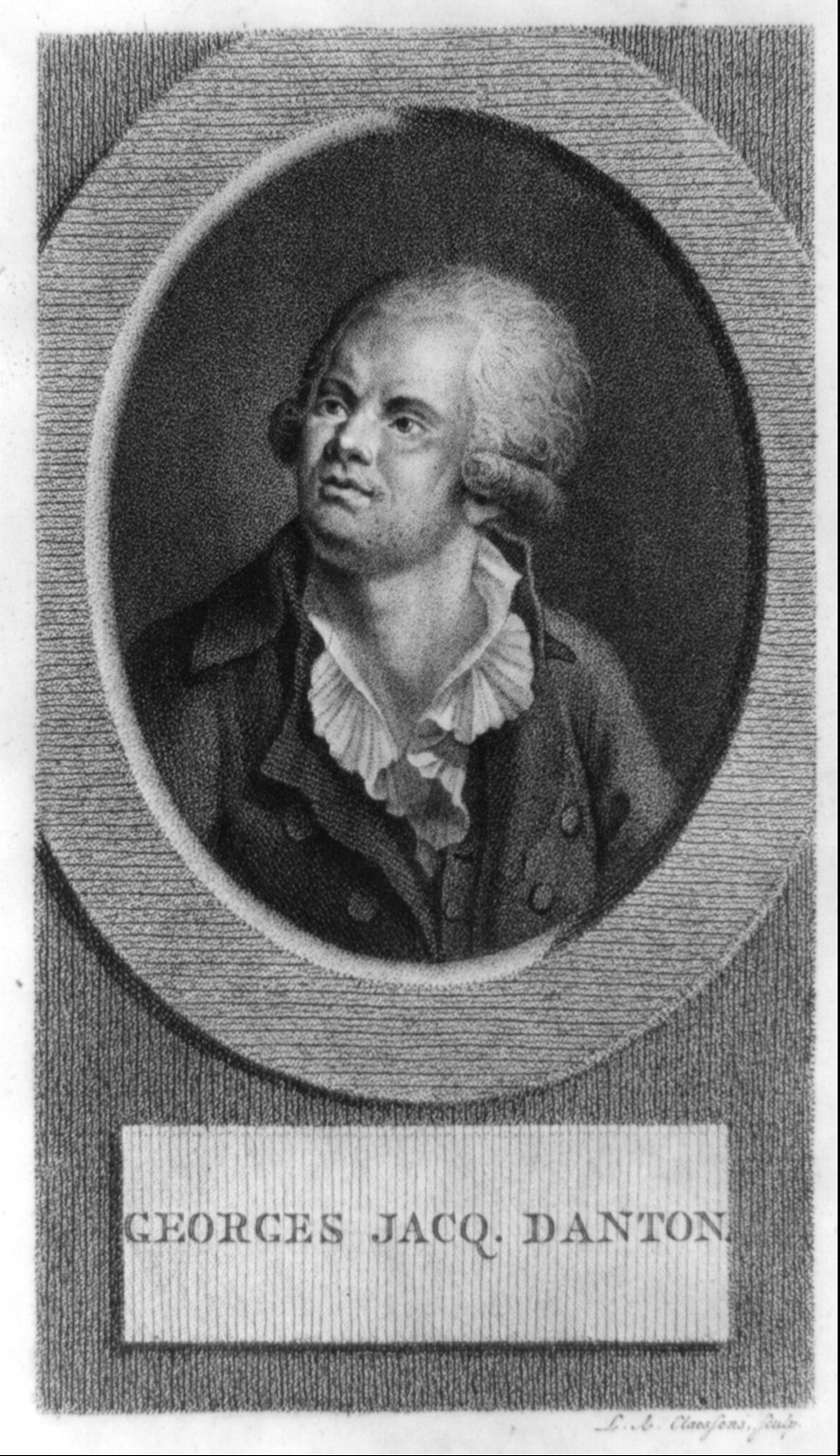
Дантон в 1789 году

В ночь с 9 на 10 августа 1792 года Дантон дал толчок к образованию нового, более республиканского генерального совета коммуны, арестовал Манда, преемника Лафайета в командовании национальной гвардией, и заменил его Сантерром. После 10 августа Дантон был назначен министром юстиции; опираясь на Парижскую коммуну, он стал вождём в борьбе против роялистов внутри и обороне границ против Австрии и Пруссии. Враги Дантона обвиняли его в продажности, растратах, организации сентябрьских убийств 1792 года. Первые обвинения не подтверждаются никакими документами; предупредить или остановить сентябрьские убийства Дантон, по собственному признанию, не чувствовал себя в силах и отнёсся к кровопролитию с тем же равнодушием, как впоследствии к своей собственной гибели. Дантон был выбран депутатом в Конвент от Парижа и подвергался здесь нападкам Жиронды за свою предыдущую деятельность в министерстве. Он стоял в конвенте за свободу печати, за законы против эмигрантов, за осуждение короля, был одно время председателем клуба якобинцев и членом первого Комитета общественного спасения.

## Внешняя политика Дантона
После победы при Жемапе Дантон был послан Конвентом в Бельгию для организации завоёванной области. Позднее, ввиду раздражения, которое политика вмешательства вызывала в соседних государствах, Дантон настоял в конвенте на решении не вмешиваться во внутренние дела других наций (13 апреля 1793), не предпринимать ни наступательных войн, ни завоеваний (15 июня 1793). Целью дальнейших дипломатических сношений и военных вооружений он ставил мир и признание республики другими державами. Дантон содействовал замене парламентского правления Жиронды временной революционной диктатурой комитета общественного спасения и стал вести борьбу с противниками революции внутри и вне Франции посредством революционных трибуналов и колоссальных наборов. Период времени с апреля 1793 по сентябрь 1793 — эпоха наибольшего влияния Дантона. Во внешних сношениях он наметил целую систему политики для своих преемников: в Англии поддерживать все оппозиционные элементы против Питта, добиться нейтралитета мелких держав — Дании, Швеции и т. д., попытаться отделить Пруссию и Баварию от коалиции, силой укротить Сардинию и Испанию, бороться непримиримо против Австрии, создавая ей затруднения на Востоке агитацией в Польше и Турции.

## Осуждение и казнь
Со времени формирования второго Комитета общественного спасения начинается переход власти, с одной стороны, к эбертистам, с другой — к Робеспьеру. Дантон слабо противодействовал этому, часто отсутствовал в Париже, слишком рассчитывая на свою популярность. Он не одобрял продолжения казней, за что стал получать обвинения в излишней снисходительности.
Незадолго до своего ареста Дантон будто бы ответил друзьям, предлагавшим ему бежать из Франции: «Возможно ли унести родину на подошвах своих сапог?».
После падения эбертистов, когда влияние Робеспьера достигло апогея, 31 марта 1794 года, Дантон и его друзья были арестованы по постановлению соединённых комитетов общественного спасения и общественной безопасности; эта мера была одобрена конвентом по докладу Сен-Жюста, составленному согласно наброскам Робеспьера. Процесс с самого начала вёлся с нарушением всех формальностей; новым постановлением конвента по предложению Сен-Жюста обвиняемые были прямо поставлены вне закона. Дантонисты (Камиль Демулен, Мари-Жан Эро де Сешель, Фабр д’Эглантин и др.) обвинялись в заговоре с целью низвергнуть национальное представительство и республику, были осуждены и погибли на гильотине. По дороге к эшафоту Дантон подбадривал себя словами: «Вперёд, Дантон, ты не должен знать слабости!». А проезжая мимо дома, где жил Робеспьер, Дантон выкрикнул пророческие слова: «Максимильен, я жду тебя, ты последуешь за мной!».
Свидетельство палача Шарля Анри Сансона: «Сначала на эшафот взошёл Эро де Сешель, а с ним и Дантон, не ожидая, чтобы его позвали. Помощники уже схватили Эро и надели ему на голову мешок, когда Дантон подошёл, чтобы обнять его, так как Эро уже не смог проститься с ним. Тогда Дантон воскликнул: „Глупцы! Разве вы помешаете головам поцеловаться в мешке?..“ Ещё нож гильотины не был очищен, как Дантон уже приблизился; я удержал его, приглашая отвернуться, пока уберут труп, но он лишь презрительно пожал плечами: „Немного больше или меньше крови на твоей машине, что за важность; не забудь только показать мою голову народу; такие головы не всякий день удается видеть“. Это были его последние слова».

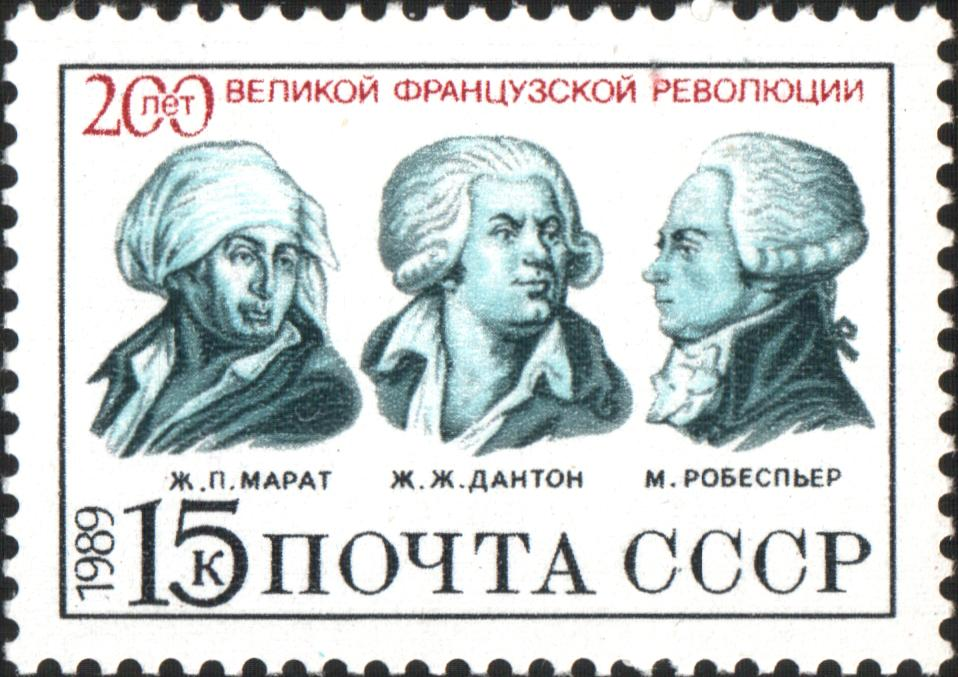
Почтовая марка СССР, 1989 год.
200 лет Великой французской революции: Ж. П. Марат, Ж. Ж. Дантон, М. Робеспьер

## В кино
- «Сиротки бури[англ.]» (США, 1921) — актёр Монте Блу.
- «Дантон[нем.]» «Дантон» / Danton (Германия, 1921) — актёр Эмиль Яннингс
- «Наполеон» (Франция, 1927, 1935) — актёр Александр Кубицкий.
- «Дантон[нем.]» (Германия, 1931) — актёр Фриц Кортнер
- «Дантон[фр.]» (Франция, 1932) — актёр Жак Гретийя[англ.]
- «Мария-Антуанетта» (США, 1938); «Господство террора» (США, 1949) — актёр Вэйд Кросби[англ.].
- «Мария-Антуанетта — королева Франции» (Франция, Италия, 1956) — актёр Ив Бренвиль[фр.].
- «Дантон[англ.]» (Великобритания (ТВ), 1970) — актёр Энтони Хопкинс.
- Анджей Вайда снял во Франции в 1982 году фильм «Дантон», главную роль в котором сыграл Жерар Депардьё.
- Ромен Роллан посвятил Дантону одноимённую пьесу.
- «Французская революция» (1989). В роли Дантона Клаус Мария Брандауэр.

## Память
- В 1891 году парижский городской совет принял решение установить памятник Дантону.
- Драма Георга Бюхнера «Смерть Дантона».
- Роман Александра Дюма-отца «Дочь маркиза».
- Именем «Дантон» был назван линкор военно-морских сил Франции, потопленный в 1917 году немецкой подводной лодкой в Средиземном море.
- Дантон стал одним из центральных персонажей романа Хилари Мантел «Сердце бури».